# Lucina nassula
Lucina nassula är en musselart som först beskrevs av Conrad 1846.  Lucina nassula ingår i släktet Lucina och familjen Lucinidae. Inga underarter finns listade i Catalogue of Life.